# Almásy István
Almásy István (Veprőd, 1806. december 23. – Vágsellye, 1876. február 20.) katolikus pap, egyházi író.

## Élete
Gimnáziumi tanulmányait Pécsett, a bölcseletieket és jogtudományiakat Pesten hallgatta; egy ideig joggyakornok volt. Később az esztergomi főegyházmegye növendékpapjai közé vették fel, a teológiából Nagyszombatban vizsgázott. 1834. augusztus 29-én pappá szentelték. Három évig Esztergomban káplánkodott, azután 1837-ben únyi segédlelkész és 1848-ban vágsellyei plébános lett, amely tisztséget haláláig betöltötte.

## Művei
- A vegyes házasságok tárgyában mondott két közgyülési beszédje. Buda, 1841
- Esztergom (Elv-igék egyházi s polgári hatóság jogköre iránt) Buda (1842)
- Római kath. egyházi rendünk vegyes házassági pörbe idéztetésének ügye törvényszerűen védve. Buda, 1844
- Beszéd, melyet egy pesti közgyűlésen a vegyes házasságok ügyében mondott. A. I. Pest, 1847
- A clerus ügyei. uo., 1847
- Mindennapi evangyeliomos egyszersmind imádságos papi kézikönyv. Buda, 1848
- Negyvennapi nagy-bőjt minden vasár- s hétköznapjaira rendelt evangeliumok s imák. Pest, 1849 (1855-ben újabb kiadása jelent meg)
- Lelki szent gyakorlatok. Pozsony, 1852

Ezenkívül számos hírlapi cikk, értekezés és ismertetés jelent meg tőle. A vegyes házasságról írt jegyzetei és mindennapi evangéliumos könyve kéziratban maradtak.